# 合作性競爭
合作性競爭，又稱競合，是商業上的時髦詞語。卡特爾就是一個著名的例子，一組公司互相合作來減少競爭。相反地，合作性競爭的焦點放在競爭性的市場中的公司之間的合作。
一些看法對競爭抱持相對否定的態度，像是Tom DeMarco的《怠惰：超越倦怠、忙碌工作，及完全效率的神話》（Slack: Getting Past Burnout, Busywork, and the Myth of Total Efficiency）一書就有段話說「在知識組織中，沒有『良性』競爭這回事，所有的內部競爭都具毀滅性。我們的工作，在本質上是不能由單一個人獨力完成的，知識工作定義上就是合作性的。」（There is no such thing as "healthy" competition within a knowledge organization; all internal competition is destructive. The nature of our work is that it cannot be done by any single person in isolation. Knowledge work is by definition collaborative.）
被人認為合作性競爭的例子有蘋果電腦與微軟公司在軟件開發的合作，標緻與豐田在2005年為歐洲設計的城市汽車。其他被一些人認為是合作性競爭的例子如自由軟件和開放原碼公司：他們為軟件庫的建立貢獻不少，任何人都可以採用作為他們自己的商業模型。